# Hôtel de Gueydan
L'hôtel de Gueydan est un hôtel particulier situé au n°22 du Cours Mirabeau à Aix-en-Provence.

## Histoire
Le bâtiment fut construit en 1648, en anticipation du projet de percement du Cours Mirabeau (1650). Son premier propriétaire fut Martin Eyguesier, avocat à la cour du justice de Provence.
Il vendit le bien à la famille Sextius d'Arlatan-Montaux en 1679.
En 1681, Pierre de Gueydan racheta l'hôtel particulier, qui resta dans la famille Gueydan pendant près de 200 ans (jusqu'en 1880) avec la dernière marquise de Gueydan.
Le monument fait l'objet d'une inscription au titre des monuments historiques depuis 1941.

## Descriptif du bâtiment

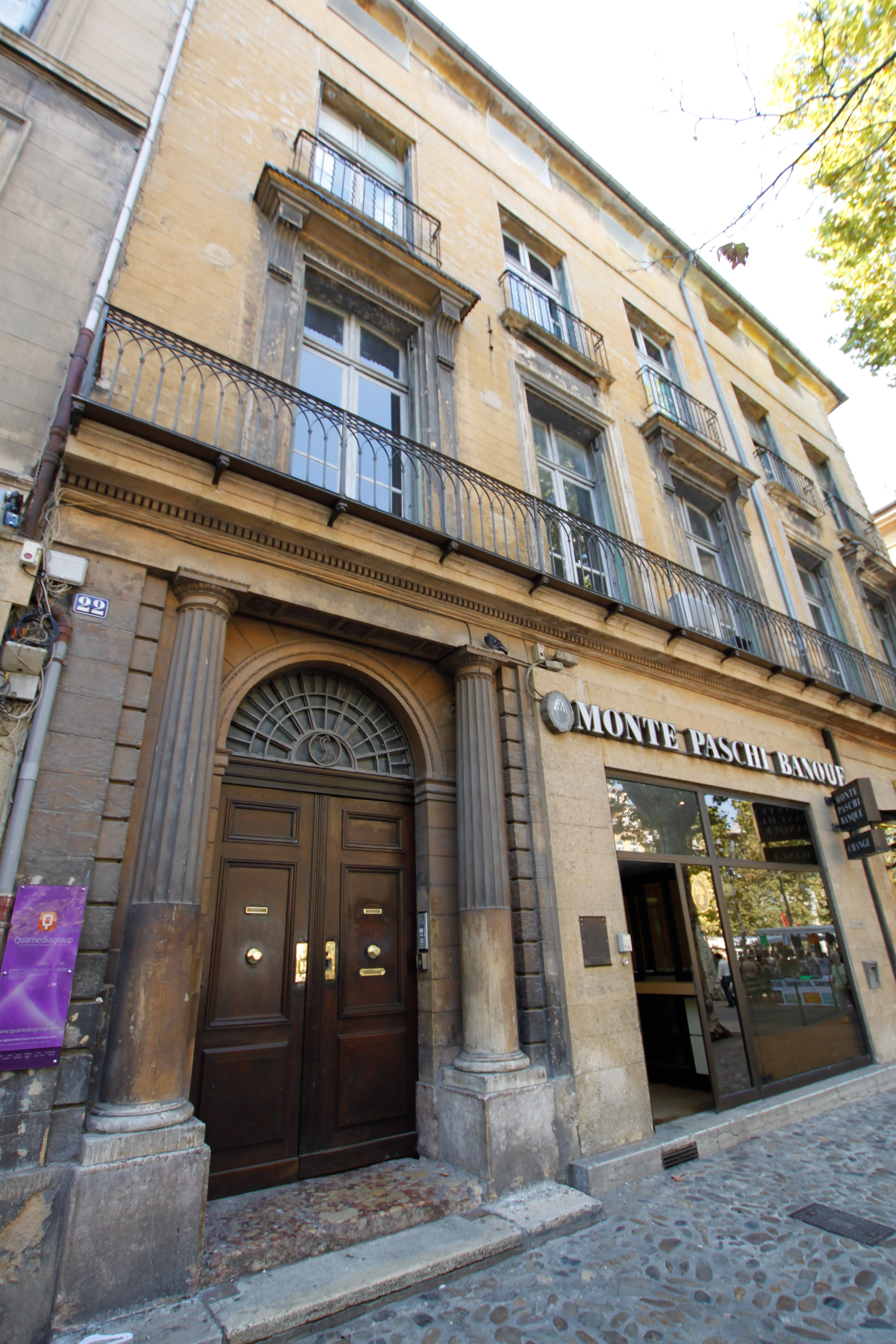
Porte d'entrée principale, 22 Cours Mirabeau

Le portail d'entrée sur le Cours Mirabeau est typique du XVIIe siècle aixois : porte en plein cintre encadré de deux colonnes doriques cannelées à mi-hauteur.
La boiserie de la porte est sommée d'une ferronnerie (imposte) en fer forgé décrivant le monogramme FG (Félix de Gueydan).
Un balcon occupe toute la longueur de la façade à l'étage noble, où l'on peut également distinguer de larges fenêtres à la française, permettant un double accès intérieur et extérieur à toutes ces pièces. Ces ouvertures sont surmontées de corniches supportées par des consoles cannelées.
Le second étage est plus sobre, avec des ferronneries aux fenêtres rappelant celles de l'étage précédent.
Le troisième étage est certainement un ajout du XIXe siècle.